# La Chapelle-Achard
La Chapelle-Achard korábbi község Franciaország Loire mente régiójában, Vendée megyében. 2017. január 1-jén La Mothe-Achard korábbi községgel egyesült és az így létrejött Les Achards új község része lett.
Lakosainak száma 2081 fő (2018. január 1.). La Chapelle-Achard Le Girouard, Grosbreuil, La Mothe-Achard, Sainte-Flaive-des-Loups, Saint-Julien-des-Landes, Saint-Mathurin és Vairé községekkel határos.

## Népesség
A település népességének változása:
| Lakosok száma | 1912 | 1985 | 2038 | 2081 |
|               | 2013 | 2015 | 2017 | 2018 |